# Saga rhodiensis
Saga rhodiensis är en insektsart som beskrevs av Salfi 1929. Saga rhodiensis ingår i släktet Saga och familjen vårtbitare. Inga underarter finns listade i Catalogue of Life.